# ASEAG 1001–1011
Die ASEAG-Großraumwagen 1001–1011 waren Großraumwagen der ASEAG, des Betreibers der Straßenbahn Aachen. Sie wurden ab 1956 vom ortsansässigen Hersteller Talbot als letzte Neubaufahrzeuge der ASEAG beschafft und bis zur Einstellung des Straßenbahnbetriebs im September 1974 eingesetzt.

## Geschichte
Das Netz der ASEAG war hinsichtlich der Streckenlänge Anfang der 1950er Jahre eines der größten deutschen Straßenbahnnetze. Ein Großteil der Strecken bestand allerdings aus eingleisigen Überlandstraßenbahnstrecken, die am Fahrbahnrand oder auf eigenem Bahnkörper das Aachener Revier und die Gemeinden der Voreifel erschlossen, meist lediglich im Halbstunden- oder Stundentakt bedient. Lediglich in Aachen selbst bediente die ASEAG im dichten Takt ein weitgehend zweigleisig ausgebautes Stadtnetz. Die Stadt Aachen verfolgte ab 1955 dem damaligen Trend der Verkehrsplanung folgend den Umbau zur autogerechten Stadt. Vom umfangreichen Straßenbahnnetz sollte nach damaligen Planungen lediglich ein Rumpfnetz aus drei Linien erhalten bleiben. Es war auch absehbar, dass die Einstellung der übrigen Strecken noch einige Jahre dauern würde. Da die ASEAG abgesehen von einigen Aufbauwagen auf alten Fahrgestellen nach dem Krieg ihre letzten Neubautriebwagen 1929 erhalten hatte, war ein Ersatz des überalterten Wagenparks trotz der Einstellungsplanungen erforderlich. Insbesondere war ein Ersatz der älteren Fahrzeuge ohne Magnetschienenbremsen und mit Holzkasten nötig, da solche Fahrzeuge nach der neuen, ab 1960 gültigen BOStrab nicht mehr eingesetzt werden durften.
Die ASEAG gab daher bei Talbot die Entwicklung eines Großraumtriebwagens in Auftrag, der die speziellen Bedingungen des Aachener Netzes berücksichtigen sollte. Die elektrische Ausrüstung lieferten Garbe, Lahmeyer & Co. und Kiepe. Die ersten Wagen wurden Ende 1956 abgeliefert und zunächst im Stadtnetz erprobt, so auf den Linien 4 nach Diepenbenden und 7 nach Preusweg. Nach Auslieferung aller elf bestellten Fahrzeuge wurden sie im Betriebshof in Brand stationiert und auf den Strecken des Brander Netzes eingesetzt. Sie bedienten alle Linien der 5er-Gruppe, neben der Linie 15 von Ronheide nach Brand auch die Linie 25 nach Stolberg und die Linie 35 nach Kornelimünster und Walheim. Passende Beiwagen beschaffte die ASEAG nicht, sie adaptierte lediglich einige Vorkriegsbeiwagen mit passenden BSI-Kompaktkupplungen, die mit den neuen Fahrzeugen erstmals bei der ASEAG angewendet worden waren. Eingesetzt wurden hinter den Großraumwagen auch einige 1942 von Talbot gelieferte vierachsige Beiwagen, die ursprünglich für den Einsatz auf der Linie 24 nach Eupen hinter ehemaligen SNCV-Triebwagen beschafft worden waren, sowie sieben ab 1955 beschaffte Verbandsbeiwagen. Weitere Fahrzeuge der Serie wurden nicht mehr beschafft, die elf Triebwagen sollten die letzten neubeschafften Straßenbahnwagen der ASEAG bleiben.
Die Planungen der 1950er Jahre wurden durch die ASEAG und die Stadt Aachen ab 1957 weitgehend umgesetzt, vom großen Überlandnetz waren Ende 1961 nur noch je zwei Strecken des Brander und des Eschweiler Netzes übrig geblieben. 1966 schloss die ASEAG den Betriebshof Brand. Die Großraumwagen der Serie 1001–1011 kamen zusammen mit den übrigen dort stationierten Fahrzeugen in den Aachener Betriebshof an der Scheibenstraße. Sie bedienten vorerst noch das Brander Netz, bis die Linien 25 und 35 am 8. Januar 1967 eingestellt wurden. Danach bedienten sie lediglich noch die Stadtlinien 5 und 15 zwischen Ronheide und Brand. Trotz der unklaren Zukunftsperspektive der Aachener Straßenbahn waren zum Ersatz der letzten Vorkriegsbahnen weitere Fahrzeuge nötig. Die ASEAG beschaffte von der Straßenbahn Mönchengladbach und der Straßenbahn Oberhausen dort durch Betriebseinstellung überflüssig gewordene Gelenkwagen. Damit war der Verzicht auf die letzten Beiwagen möglich und die Gelenkwagen übernahmen die Linie 15. Die Talbot-Wagen bedienten ab 1969 nur noch die lediglich als Verstärkung verkehrende Linie 5 zwischen Elisenbrunnen und Trierer Platz, während der abendlichen Hauptverkehrszeit (HVZ) bis Brand. Wie die Gelenkwagen erhielten sie die neue rote Farbgebung, die seit Ende der 1960er Jahre für alle ASEAG-Fahrzeuge charakteristisch ist.
Die Linie 5 wurde 1971 noch bis Königsberger Straße und 1973 bis Kuckelkorn verlängert, aber zum Winterfahrplan 1973/74 eingestellt und durch Busse ersetzt. Die Talbot-Großraumwagen fuhren danach lediglich noch zur Hauptverkehrszeit als Einsatzwagen zwischen Elisenbrunnen und Königsberger Straße auf der Strecke der letzten Aachener Straßenbahnlinie. Am 28. September 1974 wurde schließlich mit der Linie 15 von Vaals nach Brand die letzte Aachener Straßenbahnstrecke eingestellt. Die 11 Talbot-Großraumwagen wurden an diesem Tag letztmals eingesetzt. Nach der Einstellung verkaufte die ASEAG sieben Triebwagen (1003, 1004, 1005, 1008, 1009, 1010, 1011) an die Manx Electric Railway auf der Isle of Man. Diese verwendete lediglich die elektrische Ausrüstung und modernisierte damit die Triebwagen der Snaefell Mountain Railway. Die Wagenkästen wurden verschrottet. Zwei Triebwagen (1002, 1007) kamen in das Deutsche Straßenbahn-Museum Wehmingen, den Vorgänger des heutigen Hannoverschen Straßenbahn-Museums in Wehmingen, wo sie allerdings 1988 bzw. 2006 verschrottet wurden. Der Wagen 1006 kam zunächst in das Schmalspurmuseum der DGEG nach Viernheim, konnte aber 1990 nach Aachen zurückgekauft werden. Dort wurde der Wagen aufgearbeitet und steht seit 1995 als Leihgabe im Verkehrsmuseum Lüttich.

## Technik
Angesichts der eingleisigen Strecken mit Haltestellen auf beiden Seiten sowie der weitgehend nicht vorhandenen Wendeschleifen im ASEAG-Netz kam nur ein Zweirichtungsfahrzeug in Frage. Zudem sollte das Fahrzeug trotz des teilweise unzureichenden Gleiszustands einen angemessenen Fahrkomfort bieten. Talbot entwarf, orientiert an einem ähnlichen Entwurf der DÜWAG für die Vestische Straßenbahn, einen vierachsigen Großraumwagen, allerdings mit neuartiger Drehgestellkonstruktion. Diese besaßen keine Drehzapfen, sondern lagerten auf seitlich auskragenden Pendelstützen, die sich in den Kurven kugelig in ihren Lagerpfannen abwälzten. In den Pendelstützen waren Drehstabfedern eingebaut, die durch Blattfedern unterstützt wurden und alle auftretenden Kräfte zum Drehgestell ableiteten. Auch die Achslager waren durch Blattfedern abgestützt. Diese Konstruktion sorgte auch bei schlechter Gleislage für einen ruhigen und verschleißfreien Lauf.
Die von Kiepe gelieferte elektrische Ausrüstung umfasste eine pedalbediente Druckluft-Schützensteuerung. Anders als die meisten der von DÜWAG gelieferten Großraumwagen verwendete Talbot keinen Tandemantrieb, sondern stattete jede Achse mit einem eigenen Fahrmotor und Sécheron-Lamellenantrieb aus. Außerdem erhielt das Fahrzeug eine Knorr-Druckluft- und vier Knorr-Schienenbremsen. Wie seit den 1930er Jahren bei allen Aachener Triebwagen üblich bekamen auch die Großraumwagen die vom früheren ASEAG-Direktor Cremer-Chapé mitentwickelte Aachener Nutzbremse. Eine 24-V-Bleibatterie sorgte für die nötige fahrdrahtunabhängige Energie für Beleuchtung und sonstige Verbraucher. Die Türen wurden per Druckluft vom Schaffner bedient.
Der Innenraum besaß erstmals bei der ASEAG einen festen Schaffnerplatz, das Fahrzeug war damit für Fahrgastfluss geeignet. Ende der 1960er Jahre stellte die ASEAG die Großraumwagen, wie auch alle anderen Fahrzeuge, auf Einmannbetrieb um, der Fahrscheinverkauf erfolgte seither durch den Fahrer. Die 33 Sitzplätze waren in Abteilanordnung angebracht und erhielten gepolsterte Kunstledersitze.